# Duke Nukem 3D
Duke Nukem 3D je prvoosebna strelska videoigra razvijalcev 3D Realms, ki je prvič izšla v začetku leta 1996 pri založniku GT Interactive Software. Je nadaljevanje ploščadnih arkadnih iger Duke Nukem in Duke Nukem II istih razvijalcev (prej pod imenom Apogee Software). Sprva je bila na voljo za operacijski sistem MS-DOS, kasneje pa so izšle predelave za številne druge platforme, od Mac OS in Windows ter različnih konzol do sodobnih pametnih telefonov.

## Zgodba
Igralec je postavljen v vlogo naslovnega protagonista, mačističnega Dukea, ki se vrača domov s prejšnje pustolovščine, ko ga nad Los Angelesom sestrelijo neznani sovražniki. Izkaže se, da gre za invazijo nezemljskih pošasti, ki so mutirale policiste LAPD v svinje. Kmalu ugotovi, da nezemljani ugrabljajo ženske, česar kot pravi moški seveda ne more dopustiti, zato se odpravi na ubijalski pohod po ulicah Los Angelesa. Ta ga vodi do skrite vesoljske ladje nezemljanov, od tam pa v vesolje do matične ladje in nazaj v mesto, kjer se na koncu spopade z glavnim šefom na nogometnem igrišču.
Deli zgodbe odgovarjajo trem epizodam igre, med katerimi se vrtijo animacije, ki na kratko razložijo ozadje. Na koncu vsake se mora igralec spopasti s posebej močnim in velikim nasprotnikom (»šefom«):
- Episode One: L.A. Meltdown - prvi del v Los Angelesu, vključno z nekaj stopnjami vesoljske ladje, skrite v prelomnici San Andreas. Šef je »Alien Battlelord«.
- Episode Two: Lunar Apocalypse - različne orbitalne vesoljske postaje nezemljanov in na koncu matična ladja na Luni. Šef je »Alien Overlord«.
- Episode Three: Shrapnel City - ponovno v Los Angelesu, kjer se je medtem začel glavni napad nezemljanov (ugrabljanje žensk je bila samo diverzija, ki je Dukea zvabila z Zemlje). Šef epizode in zadnji šef v igri je »Cycloid Emperor«.

## Igranje in prizorišče
Igro zaznamuje predvsem karikirani mačo protagonist, ki je še vedno eden najprepoznavnejših likov iz videoiger. Mišičasti in vase zaverovani »frajer« v oprijeti majici brez rokavov in opasan z naboji, ki ves čas nosi sončna očala, med igro stalno spušča enovrstičnice o svoji nenadkriljivosti ter zaničuje nasprotnike (liku je glas posodil ameriški radijski napovedovalec Jon St. John). K vzdušju pripomore tudi raznolik svet, ki je poln interaktivnih objektov - stikal, miz za biljard, pisoarjev, varnostnih kamer ipd., večino katerih je možno tudi uničiti, in pomanjkljivo oblečenih žensk ter okolja, kot so bari in bordeli. Svoje doda še namerno pretiran arzenal orožij, ki niso vsa neposredno destruktivna: med njimi sta na primer pomanjševalni žarek, ki zmanjša nasprotnike da jih lahko Duke pohodi s svojim slavnim škornjem, in zamrzovalnik, ki jih zamrzne, Duke pa jih lahko potem z brco razbije.
Kljub »3D« v naslovu Duke Nukem 3D ne šteje za pravo tridimenzionalno igro. Igralni pogon Build, ki ga uporablja, je označen za »2,5D« oz. »psevdo-3D« - osnovna geometrija izrisa je dvodimenzionalna, z dodano višinsko komponento, tako da ima lahko vsak ločen sektor drugačno višino stropa in tal, ki sta lahko nagnjena v eni smeri, in igralec lahko usmerja pogled gor ali dol. Vendar pa se za računanje oddaljenosti od točk višina ne upošteva, zato prihaja do popačenja perspektive (kar je posebej opazno pri zelo visokih strukturah) in vsi manjši objekti, vključno z nasprotniki, so predstavljeni kot 2D teksture. Za tisti čas je bila grafična podoba napredna in Duke Nukem 3D je tudi s tehničnega vidika uvedel več novih elementov za prvoosebne strelske igre, predvsem letenje (z raketnim nahrbtnikom), plavanje in možnost uničevanja nekaterih sten, ki so pripomogli k občutku realizma.

## Odziv
Duke Nukem 3D je bil distribuiran kot preizkusni program (shareware), pri katerem je bilo možno brezplačno preigrati prvo stopnjo igre in jo nekateri navajajo kot zgodbo o uspehu tega modela distribucije. Postala je prodajni hit z več milijoni prodanih izvodov na različnih sistemih. Ocenjevalci so izpostavili igralnost, humor, raznolikost in realizem ter igro v splošnem ocenili izrazito pozitivno. Dolgoročno sta k uspehu bistveno prispevala tudi večigralski način (predvsem prek lokalnega omrežja, saj je bilo v tistem času igranje prek interneta še v povojih) in priloženo orodje za izdelavo lastnih stopenj.
Po drugi strani je bila igra predmet ostrih kritik različnih aktivistov za moralo v medijih zaradi kombinacije nasilne vsebine in promoviranja pornografije, predvsem v ZDA. Kritiki so med drugim izpostavljali prostitutke, ki se odzivajo če jim Duke Nukem ponudi denar, in jih lahko igralec tudi pobije, bodisi namenoma, bodisi kot kolateralno škodo med spopadom z nezemljani. V sklopu širše javne razprave o škodljivosti nasilnih videoiger je nastala tudi študija konkretno o psihološkem vplivu igre Duke Nukem 3D, ki pa ni dala nedvoumnih rezultatov. Kot odziv na možnost prepovedi prodaje je izšla cenzurirana različica, kljub temu pa je bila distribucija prepovedana v Nemčiji in, po pokolu v kinodvorani, ki ga je leta 1999 zakrivil nad igrami navdušeni mladostnik, tudi v Braziliji (skupaj še z nekaterimi drugimi naslovi). Večina drugih komisij za ocenjevanje vsebine je igri prisodila oznako »za zrele igralce«, torej je trgovci niso smeli prodajati otrokom. Drugi komentatorji poudarjajo, da gre pri prikazovanju nasilja in spolnosti v tej igri za očitno pretiravanje z namenom satire.

## Razširitve in nadaljevanja
Uradna razširitev z naslovom Plutonium Pak je izšla konec leta 1996 in je vsebovala 11 novih stopenj, eno novo orožje in nove nasprotnike ter manjše popravke kode. Izdaja Atomic Edition združuje osnovno igro in razširitev. Z leti so nastali tudi številni neuradni dodatki z novimi stopnjami in predelave za različne platforme, tako licenčne kot neuradne. H temu je pripomogla odločitev razvijalcev, ki so leta 2003 ponudili izvorno kodo pod licenco GNU GPL.
Leto dni po izidu je vodja razvoja oznanil, da 3D Realms dela na nadaljevanju z naslovom Duke Nukem Forever, ki naj bi izšlo spomladi 1998. Naslov je po nekaj letih postal razvpit v industriji videoiger zaradi stalnih prestavljanj, odpovedi in nadaljevanj projekta, ki je dobil oznako »vaporware« (dobesedno »fantomska programska oprema«). Igra je naposled izšla junija 2011 po 15 letih razvoja, a je med ocenjevalci prevladalo mnenje, da ne izpolnjuje pričakovanj.